# Utrículo prostático
.

.

## Embriología
Es posible que no tenga ninguna función. Sin embargo, Robert William Taylor afirma que durante el coito se contrae y facilita el paso de semen por los conductos eyaculadores.
Es importante principalmente porque es el homólogo masculino del útero y la vagina femenina, descrita normalmente como derivados de los conductos de Müller aunque esto se discute ocasionalmente. Los conductos paramesonéfricos (Conductos de Müller) se eliminan en el hombre, formando el utrículo prostático, y en la mujer se convierten en las trompas de Falopio y el útero.